# Green Bay Packers 1973
La stagione 1973 dei Green Bay Packers è stata la 53ª della franchigia nella National Football League. Sotto la direzione del capo-allenatore al terzo anno Dan Devine, la squadra terminò con un record di 5-7-2, chiudendo terza nella Central Division.

## Roster
| Roster dei Green Bay Packers nel 1973 |
| --- |
| Quarterback - Jim Del Gaizo - Scott Hunter - Charlie Napper - Jerry Tagge Running Back - John Brockington - Les Goodman - Don Highsmith - Larry Krause - MacArthur Lane - Ron McBride - Perry Williams Wide Receiver - Leland Glass - Barry Smith - Jon Staggers - Paul Staroba Tight End - Mike Donohoe - Rich McGeorge Offensive Linemen - Ken Bowman C - Kent Branstetter T - Gale Gillingham G - Bill Hayhoe T - Dick Himes T - Bill Lueck G - Larry McCarren C - Lee Nystrom C - Malcolm Snider T - Keith Wortman Defensive Linemen - Aaron Brown DE - Bob Brown DT - Mike McCoy DT - Carleton Oats DT - Dave Pureifory DE - Alden Roche DE - Clarence Williams DE Linebacker - Fred Carr - Jim Carter - Larry Hefner - Noel Jenke - Tom MacLeod - Tom Toner Defensive Back - Willie Buchanon - Ken Ellis - Charlie Hall - Jim Hill - Al Matthews - Perry Smith - Ike Thomas Special Team - Chester Marcol K - Ron Widby P                                                          |
| Legenda - I rookie sono in corsivo. - Il primo ruolo è il principale mentre gli eventuali successivi indicano i ruoli secondari. - (IR) sta per Injured Reserve ed indica la lista ristretta per un solo giocatore infortunato che può tornare ad allenarsi dopo la settimana 6 e a rientrare in prima squadra dopo che questa ha giocato 8 partite. - (NF-Inj.) / (NF-Ill.) stanno rispettivamente per Non-Football Injured e Non-Football Illness ed indicano le liste dove viene inserito un giocatore che ha un infortunio o una malattia non dipendente dal football americano. - (PUP) sta per Physically Unable to Perform ed indica la lista dove viene inserito un giocatore mentre è in attesa di recuperare la condizione fisica. Nella stagione regolare dopo la sesta partita giocata dalla propria squadra, il giocatore ha tempo tre settimane per riprendere ad allenarsi, più tre settimane aggiuntive dal suo rientro agli allenamenti per rientrare in prima squadra. |

## Calendario
| Stagione regolare |              |                        |           |        |                               |          |
| Turno             | Data         | Avversario             | Risultato | Record | Stadio                        | Pubblico |
| 1                 | 17 settembre | Detroit Lions          | P 17–17   | 0–0–1  | Lambeau Field                 | 50,861   |
| 2                 | 24 settembre | Chicago Bears          | V 13–10   | 1–0–1  | Lambeau Field                 | 50,861   |
| 3                 | 1 ottobre    | Atlanta Falcons        | V 23–0    | 2–0–1  | Milwaukee County Stadium      | 49,467   |
| 4                 | 8 ottobre    | at Detroit Lions       | V 27–17   | 3–0–1  | Tiger Stadium                 | 57,877   |
| 5                 | 15 ottobre   | Minnesota Vikings      | S 7–10    | 3–1–1  | Milwaukee County Stadium      | 49,601   |
| 6                 | 22 ottobre   | at New York Giants     | V 48–21   | 4–1–1  | Yankee Stadium                | 62,585   |
| 7                 | 30 ottobre   | at St. Louis Cardinals | V 31–23   | 5–1–1  | Busch Memorial Stadium        | 49,792   |
| 8                 | 5 novembre   | at Baltimore Colts     | S 10–13   | 5–2–1  | Memorial Stadium              | 60,238   |
| 9                 | 12 novembre  | Cleveland Browns       | V 55–7    | 6–2–1  | Milwaukee County Stadium      | 50,074   |
| 10                | 19 novembre  | San Francisco 49ers    | V 13–0    | 7–2–1  | Lambeau Field                 | 50,861   |
| 11                | 26 novembre  | at Chicago Bears       | V 17–13   | 8–2–1  | Wrigley Field                 | 47,513   |
| 12                | 3 dicembre   | at Minnesota Vikings   | V 30–27   | 9–2–1  | Metropolitan Stadium          | 47,693   |
| 13                | 9 dicembre   | at Los Angeles Rams    | S 24–27   | 9–3–1  | Los Angeles Memorial Coliseum | 76,637   |
| 14                | 17 dicembre  | Pittsburgh Steelers    | S 17–24   | 9–4–1  | Lambeau Field                 | 50,861   |

Note: gli avversari della propria conference sono in grassetto.
| Stagione regolare |              |                         |           |        |                               |          |
| Turno             | Data         | Avversario              | Risultato | Record | Stadio                        | Pubblico |
| 1                 | 17 settembre | New York Jets           | V 23–7    | 1–0    | Milwaukee County Stadium      | 47,124   |
| 2                 | 23 settembre | Detroit Lions           | P 13–13   | 1–0–1  | Lambeau Field                 | 55,495   |
| 3                 | 30 settembre | at Minnesota Vikings    | S 3–11    | 1–1–1  | Metropolitan Stadium          | 48,176   |
| 4                 | 7 ottobre    | at New York Giants      | V 16–14   | 2–1–1  | Yale Bowl                     | 70,050   |
| 5                 | 14 ottobre   | Kansas City Chiefs      | P 10–10   | 2–1–2  | Milwaukee County Stadium      | 46,583   |
| 6                 | 21 ottobre   | at Los Angeles Rams     | S 7–24    | 2–2–2  | Los Angeles Memorial Coliseum | 80,558   |
| 7                 | 28 ottobre   | at Detroit Lions        | S 0–34    | 2–3–2  | Tiger Stadium                 | 43,616   |
| 8                 | 4 novembre   | Chicago Bears           | S 17–31   | 2–4–2  | Lambeau Field                 | 56,267   |
| 9                 | 11 novembre  | St. Louis Cardinals     | V 25–21   | 3–4–2  | Lambeau Field                 | 52,922   |
| 10                | 18 novembre  | at New England Patriots | S 24–33   | 3–5–2  | Schaefer Stadium              | 60,525   |
| 11                | 26 novembre  | at San Francisco 49ers  | S 6–20    | 3–6–2  | Candlestick Park              | 49,244   |
| 12                | 2 dicembre   | New Orleans Saints      | V 30–10   | 4–6–2  | Milwaukee County Stadium      | 46,092   |
| 13                | 8 dicembre   | Minnesota Vikings       | S 7–31    | 4–7–2  | Lambeau Field                 | 53,830   |
| 14                | 16 dicembre  | at Chicago Bears        | V 21–0    | 5–7–2  | Soldier Field                 | 29,157   |

Note: gli avversari della propria division sono in grassetto.

## Classifiche
| NFL Central       |    |    |   |      |       |       |     |     |     |
|                   | V  | S  | P | %    | DIV   | CONF  | PF  | PS  | STR |
| Minnesota Vikings | 12 | 2  | 0 | .857 | 6–0   | 10–1  | 296 | 168 | V2  |
| Detroit Lions     | 6  | 7  | 1 | .464 | 3–2–1 | 6–4–1 | 271 | 247 | S1  |
| Green Bay Packers | 5  | 7  | 2 | .429 | 1–4–1 | 4–6–1 | 202 | 259 | V1  |
| Chicago Bears     | 3  | 11 | 0 | .214 | 1–5   | 1–9   | 195 | 334 | S6  |